# Economia energética
A economia energética é uma ampla área científica que inclui tópicos relacionados ao fornecimento e uso de energia nas sociedades. Considerar o custo dos serviços de energia e o valor associado dá significado econômico à eficiência com que a energia pode ser produzida. Os serviços de energia podem ser definidos como funções que geram e fornecem energia para os “serviços finais ou estados desejados”.
A eficiência dos serviços de energia depende da tecnologia de engenharia usada para produzir e fornecer energia. O objetivo é minimizar a entrada de energia necessária (por exemplo, kWh, mJ, veja Unidades de Energia) para produzir o serviço de energia, como iluminação (lúmens), aquecimento (temperatura) e combustível (gás natural). Os principais setores considerados na economia energética são transporte e construção, embora sejam relevantes para uma ampla escala de atividades humanas, incluindo famílias e empresas em nível microeconômico e gestão de recursos e impactos ambientais em nível macroeconômico.

## História
Questões relacionadas à energia têm estado ativamente presentes na literatura econômica desde a crise do petróleo de 1973, mas têm suas raízes muito mais antigas na história. Já em 1865, W.S. Jevons expressou sua preocupação sobre o eventual esgotamento dos recursos de carvão em seu livro The Coal Question. Uma das primeiras tentativas mais conhecidas de trabalhar na economia de recursos exauríveis (incluindo combustíveis fósseis) foi feita por H. Hotelling, que derivou um caminho de preços para recursos não renováveis, conhecido como regra de Hotelling.
O desenvolvimento da teoria da economia energética nos últimos dois séculos pode ser atribuído a três principais temas econômicos: o efeito rebote, a lacuna de eficiência energética e, mais recentemente, os "empurrões verdes".